# Tchan Jüan-čchun
Tchan Jüan-čchun (čínsky pchin-jinem Tán Yuánchūn, znaky tradiční 譚元春, 1585–1637), byl čínský literární kritik a básník pozdně mingského období, s Čung Singem stál v čele školy Ťing-ling.

## Jména
Tchan Jüan-čchun používal zdvořilostní jméno Jou-sia (čínsky pchin-jinem Yǒuxià, znaky 友夏).

## Život a dílo
Tchan Jüan-čchun se narodil kolem roku 1585, pocházel z Ťing-lingu v provincii Chu-kuang (moderní Tchien-men v provinii Chu-pej). Studoval konfucianismus a skládal úřednické zkoušky, avšak ne zrovna úspšně: provinční zkoušky složil až roku 1627, v metropolitních přes opakované pokusy neuspěl.
Zpočátku ho ovlivnil Jüan Chung-tao se svým voláním po originalitě a spontánnosti poezie, Tchan Jüan-čchun vysoce hodnotil jeho tvorbu a spřátelil se s jeho synem Jüan Pcheng-nienem. Později se přidal ke svému staršímu rodáku Čung Singovi, který ocenil Tchanovy verše a podpořil ho v literární činnosti; společně v letech 1614 a 1617 vydali antologie Návrat ke staré poezii (古詩歸, Ku-š’ kuej) a Návrat k tchangské poezii (唐詩歸, Tchang-š’ kuej). Sbírky jim získaly slávu a uznání jako zakladatelům školy Ťing-ling. Vyjádřili v nich své názory na básnickou tvorbu. Jako literární teoretici odmítali tehdy populární postoje archizujícího hnutí, hledajícího inspiraci ve vrcholně tchangské poezií. Namísto pouhého napodobování vyzdvihovali originalitu, poezie by dle nich měla mít hloubku a odměřenost. Snažili se dosáhnout ducha své oblíbené předtchangské a tchangské tvorby, ale ustrnuli v jejím napodobování. Kritika viděla Tchan Jüan-čchunovy básně jako nesrozumitelné a obtížné. Raně čchingští kritici (Čchie Čchien-i a Ču I-cun) pak jeho tvorbu zavrhli a měli ji za úpadkovou.